# روبن ميرفي
روبن ميرفي (بالإنجليزية: Robin Murphy)‏ هي كاتبة خيال علمي وعَالِمَة حاسوب وعالمة أمريكية، ولدت في 25 أغسطس 1957.

## وصلات خارجية
- الموقع الرسمي